# Tellesimo
Le Tellesimo est une rivière torrentielle du sud-est de la Sicile. Il prend sa source à San Giacomo Bellocozzo, une frazione de la ville de Raguse qui se trouve dans les Monts Hybléens.
Du fait de son action érosive, il a créé différents canyons, des marmites et des bassins qui jalonnent son cours tortueux. Il se jette dans le Tellaro après un parcours de 14 km. Dans ses eaux claires vit la truite sarde,, une espèce indigène protégée.

## Source
- (it) Cet article est partiellement ou en totalité issu de l’article de Wikipédia en italien intitulé « Tellesimo » (voir la liste des auteurs).